# 太田道彦
太田 道彦（おおた みちひこ、1952年12月8日 - ）は、日本の実業家。丸紅副会長、ゼビオホールディングス取締役、応用地質取締役、ユニチカ取締役、ダイエー監査役、セゾン自動車火災保険監査役などを歴任した。

## 人物・経歴
東京都出身。東京学芸大学附属小金井中学校、東京学芸大学附属高等学校を経て、1975年一橋大学商学部卒業、丸紅株式会社入社。2005年丸紅株式会社執行役員輸送機部門長。2008年丸紅株式会社常務執行役員ライフスタイル部門長。2009年丸紅株式会社代表取締役常務執行役員。2010年丸紅株式会社代表取締役専務執行役員、株式会社ダイエー監査役。
2012年丸紅株式会社代表取締役副社長執行役員。2013年丸紅株式会社副社長執行役員アセアン支配人、東アジア総代表、南西アジア支配人、丸紅アセアン会社社長。2014年丸紅株式会社代表取締役副社長執行役員、一般社団法人如水会副理事長。
2015年丸紅株式会社副会長、公益財団法人一橋大学後援会理事長、日本カザフスタン経済委員会会長。福島洋上風力コンソーシアムなどにあたった。丸紅副会長退任後、丸紅理事。2016年ゼビオホールディングス株式会社取締役。2017年セゾン自動車火災保険株式会社監査役。2018年応用地質株式会社取締役。2019年ユニチカ株式会社取締役。他に中東協力センター評議員等。